# 坂口反应
坂口反应（英語：Sakaguchi reaction）是一种用于检测蛋白质或精氨酸的颜色反应，待检测样品在碱性溶液中加入α-萘酚和次氯酸后，出现红色反应即为阳性。这是由于蛋白质中的精氨酸结构中胍基与α-萘酚反应生成红色产物，故该反应可用于精氨酸的定性和定量测定。